# Archip Michajlovič Ljulka
Archip Michajlovič Ljulka (ukrajinsky Архи́п Миха́йлович Лю́лька, rusky Архип Михайлович Люлька; 10. březnajul./ 23. března 1908greg. – 1. června 1984) byl sovětský vědec, konstruktér proudových motorů, vedoucí OKB Ljulka a člen Akademie věd SSSR.

## Život
Archip Ljulka se narodil 23. března 1908 v obci Savarka, v Kyjevské gubernii ruského impéria. Navštěvoval vesnickou školu v Savarce a v Kyjevě v roce 1931 absolvoval polytechnický institut (KPI). Jeho učitelem byl Michail Kravčuk. Poté působil dva roky v továrně na turbogenerátory v Charkově.
V roce 1934 začal výzkum na vývoji plynové turbíny a v roce 1937 se stal vedoucím své vlastní speciální konstrukční kanceláře (SKB-1). Dne 22. dubna 1941 získal patent na světově první dvouproudový motor, který již měl axiální kompresor.[zdroj?] V květnu 1941 byla jednotka nazvaná RD-1 dokončena na 70 %. Vzhledem k Německo-sovětské válce byla stavba přerušena, jeho konstrukční kancelář byla přesunuta ze závodu Kirov v Leningradu a pověřena jiným vývojem, vedoucím k rychlejším výsledkům pro použití ve válce.
Pak se Ljulka stěhoval ještě několikrát do různých výzkumných odděleních a rozvojových agenturách. Mezi lety 1943–1944 navrhl Ljulka motor S-18 a mezitím byl jmenován vedoucím speciálně vytvořeného oddělení pro vývoj motorů. Po dvou letech testování prvního sériově vyráběného sovětského proudového motoru, vycházejícího z S-18 a nazvaného TR-1, se tento motor objevil v roce 1947 v některých z prvních proudových letadel v Sovětském svazu, jako Su-11 (1947) a II-22, na kterých byl testován.
Mezi jeho další práce patří motor Ljulka AL-5, Ljulka AL-7, Ljulka AL-21. V roce 1970 byl požádán Pavlem Suchojem o vývoj motoru pro nově vznikající Su-27. Tento motor AL-31F však byl připuštěn ke státním zkouškám až v roce 1985. Různé pokročilé deriváty této pohonné jednotky, pojmenované AL-41F, pohání Su-35 a dokonce i první prototypy letadla páté generace Su-57. Archip Ljulka zemřel 1. června 1984 v Moskvě.